# عبد العظيم (اسم)
عبد العظيم هو اسم عربي يعطى للذكور وهو مكون من جزأين «عبد» و «العظيم». العظيم هي من أسماء الله الحسنى المذكورة في القرأن الكريم. 

## أعلام
- عبد العظيم الديب (1929-2010)، بروفوسور مصري في جامعة قطر.
- وجيه عبد العظيم، لاعب كرة قدم مصري.
- الشاه عبد العظيم الحسني، رجل دين مسلم.
- عبد العظيم بن حسن البلقية، الابن الثاني لحسن البلقية سلطان بروناي.
- عبد العظيم المطعني، داعية إسلامي مصري معاصر.
- عبد العظيم المهتدي البحراني، سياسي، ورجل دين شيعي بحريني.
- عبد العظيم رمضان، مؤرخ مصري.
- عبد العظيم عبد الحق، ممثل وملحن سينمائي مصري.